# ラグー・ディ・サルシッチャ
ラグー・ディ・サルシッチャ（Ragù di salsiccia、サルシッチャのラグー）は、イタリアのトマトを基調としたソース。イタリア料理では、ラグーはもっぱらパスタとともに共される肉を基調としたソースをさす。ラグー・ディ・サルシッチャの主な材料はトマトピューレないし刻んだトマトとサルシッチャで、玉ねぎ、エシャロット、ニンジン、セロリ、ニンニク、オリーブ油、赤ワイン、ローズマリー、ベイリーフ、塩、コショウなどが加えられる。サルシッチャはソースの調理時にケーシングを取り除いてほぐされる。弱火で数時間煮込まれることが多い。